# Mierzynek (Karlino)
Mierzynek (deutsch Neu Marrin) ist ein Dorf in der Woiwodschaft Westpommern in Polen. Das Dorf gehört zur Gmina Karlino (Stadt- und Landgemeinde Körlin) im Powiat Białogardzki (Belgarder Kreis).

## Geographische Lage
Das Dorf liegt in Hinterpommern, etwa 115 km nordöstlich von Stettin und etwa 23 km südöstlich von Kołobrzeg (Kolberg).
Die nächsten Nachbarorte sind im Westen Syrkowice (Zürkow), im Nordwesten Mierzyn (Alt Marrin) und im Nordosten Ubysławice (Rüwolsdorf).

## Geschichte
Neu Marrin wurde um 1830 angelegt: Das Rittergut Marrin war seit längerem in die Anteile Marrin A und Marrin B geteilt. Ein Joachim Friedrich Scheunemann war Besitzer beider Anteile. Er ließ das Rittergut im Jahre 1820 allodifizieren und legte für den Gutsanteil Marrin B einen eigenen Gutsbetrieb etwa 1 ½ Kilometer südlich von Marrin an. Nach seinem Tode 1832 übernahm sein Sohn Ferdinand Scheunemann Marrin B, sein anderer Sohn Marrin A. Der neue Gutsbetrieb erhielt den Namen „Neu Marrin“, das bisherige Marrin wurde zur Unterscheidung in „Alt Marrin“ umbenannt.
Mit der Bildung von politischen Gutsbezirken in Preußen bildete Neu Marrin einen eigenen Gutsbezirk. Der Gutsbezirk Neu Marrin umfasste 293 ha (Stand 1864) bis 299 ha (Stand 1925). Mit der Auflösung der Gutsbezirke in Preußen wurde der Gutsbezirk Neu Marrin im Jahre 1929 in die Landgemeinde Rüwolsdorf eingegliedert, ebenso wie gleichzeitig der benachbarte Gutsbezirk Alt Marrin.
Das Gut Neu Marrin gehörte bis 1945 der Familie Scheunemann.
Bis 1945 gehörte Neu Marrin als Teil der Landgemeinde Rüwolsdorf zum Landkreis Kolberg-Körlin in der preußischen Provinz Pommern.
1945 kam Neu Marrin, wie ganz Hinterpommern, an Polen. Die Bevölkerung wurde vertrieben und durch Polen ersetzt. Der Ortsname wurde zu „Mierzynek“ polonisiert.
Das Dorf gehört heute zur Gmina Karlino (Stadt- und Landgemeinde Körlin), in der es ein eigenes Schulzenamt bildet.

## Gutshaus Neu-Marrin
Das Gutshaus stammt von nach 1835 mit breitem Mittelgiebel aus Fachwerk sowie einem auffälligen dreigeschossigen Anbau.

## Entwicklung der Einwohnerzahlen
- 1855: 107 Einwohner[4]
- 1864: 087 Einwohner[4]
- 1895: 102 Einwohner[4]
- 1919: 117 Einwohner[4]
- 1925: 092 Einwohner[4]